# 崇德路 (高雄市)
崇德路（英語：Chongde Road）為高雄市左營區的東西向道路，起端為翠華路接新莊仔路近蓮池潭風景區，末端止於崇德路8巷微笑公園前。

## 銜接道路
往西:
- 新莊仔路
- 環潭路

往東:
- 崇德路8巷
- 文奇路110巷22弄

## 主要結點
（由東至西）
- 博愛三路
- 華夏路
- 翠華路

## 沿線設施
- 微笑公園(8巷)
- 都市森林浴場(公園)
- 蓮潭國際會館(801號)
- 高雄市政府公務人力發展中心(801號)
- 原生植物園
- 高雄鐵路綠園道

## 公車資訊
- 港都客運
  - 38 左營南站－榮民總醫院
- 漢程客運
  - 紅35 金獅湖站－高鐵左營站－捷運凹子底站
- 南台灣客運
  - 301 加昌站－高雄火車站
  - 紅51 高鐵左營站－蓮池潭－捷運生態園區站

## 公共自行車
- 高雄市公共自行車租賃系統：
  - 文萊崇德路口西北側：崇德路360號東側
  - 公務人力發展中心(政德路側)：政德路240號(對側人行道)
  - 崇德翠華路口：崇德路/翠華路(東南側)